# Jozef Novák
Jozef Novák (* 22. listopadu 1930 Vrútky – 15. dubna 2024) byl slovenský heraldik a genealog, vysokoškolský pedagog.

## Životopis
Po skončení středoškolských studií na trenčínském gymnáziu v roce 1950, začal studovat na Filozofické fakultě Univerzity Komenského jako jeden z prvních posluchačů nově založený obor archivnictví. Studium ukončil v roce 1955. V roce 1954, ještě jako posluchač, se stal asistentem v oboru archivnictví. Po smrti profesora Alexandra Húščavy převzal v létě 1969 vedení oboru, který vedl až do 31. ledna 1996. V letech 1989–1990 byl proděkanem Filozofické fakulty, v letech 1990–1999 členem její vědecké rady. Jako vysokoškolský pedagog vyučoval v době své pedagogické praxe mnoho předmětů, zejména heraldiku, sfragistiku, genealogii, chronologii, numismatiku, metrologii a paleografii. Do důchodu odešel 1. září 2000.
V roce 1964 získal hodnost kandidáta historických věd v oboru pomocné vědy historické. V roce 1966 byl jmenován docentem pomocných věd historických (habilitoval se však už v roce 1963). 20. února 1968 mu byl přiznán akademický titul doktor filozofie (PhDr.). V roce 1987 získal hodnost doktora historických věd. Univerzitním profesorem ho jmenoval prezident republiky Gustáv Husák 1. října 1989.
Profesor Novák zastával a zastává významné funkce ve vědeckých a odborných orgánech. Byl předsedou Sekce archivnictví a pomocných věd historických Slovenské historické společnosti. Od roku 1975 působí jako místopředseda Heraldické komise Ministerstva vnitra Slovenské republiky. V listopadu 1993 se stal předsedou Slovenské genealogicko-heraldické společnosti. V této funkci působil až do září 1999. Do roku 2002 byl dlouholetým místopředsedou Vědecké archivní rady, poradního orgánu Ministra vnitra SR pro archivnictví.
Jeho vědecká a pedagogická práce byla oceněna mnohými vyznamenáními. V roce 1974 se stal řádným členem Academie Internationale d´Heraldique v Paříži. Je držitelem Križkové medaile za zásluhy o rozvoj slovenského archivnictví (1979), medaile Filozofické fakulty UK (1980), Zlaté medaile Univerzity Komenského (1990), Pamětní medaile k 650. výročí Univerzity Karlovy (1998), Sasinkové medaile (1999). Dne 23. září 1995 mu bylo uděleno čestné občanství města Vrútky.
Dne 1. ledna 2006 udělil prezident Slovenské republiky Ivan Gašparovič profesoru Novákovi za celoživotní pedagogickou činnost v oboru archivnictví a za průkopnické dílo v oblasti pomocných věd historických, obzvláště pak v podoborech heraldika a sfragistika, Pribinův kříž III. třídy.

## Tvorba
Klíčové postavení ve vědeckém výzkumu, tvorbě a publicistice má heraldika, obzvláště pak heraldika komunální a heraldika šlechtických rodů. Je považován za zakladatele systematického heraldického výzkumu na Slovensku. Jeho dílo Slovenské městské a obecní znaky je první heraldickou monografií na Slovensku. Na oblast komunální heraldiky později navázal prací Znaky a vlajky měst na Slovensku.
Problematikou šlechtických erbů se zaobírá dvousvazkové dílo Rodové erby na Slovensku, obsahující genealogicko-heraldickou analýzu pečetí slovenských a na Slovensku působících šlechticů z období od konce 16. století do 18. století. Toto dílo je prvním průkopnickým dílem na úseku úpravy psaní názvů uherských rodů pocházejících ze Slovenska v duchu slovenského jazyka. Další dílo, ve kterém se věnoval problematice šlechtické heraldiky je Lexikon erbů šlechty na Slovensku, ve kterém se zaměřil na šlechtu
Liptovské stolice.
Kromě těchto prací je autorem knih, studií a článků, věnovaných i ostatním pomocným vědám historickým. Je také autorem desítek hesel z oblasti heraldiky, sfragistiky, genealogie, numizmatiky v různých encyklopedických dílech.

## Dílo (výběr)
- Príručka diplomatiky, sfragistiky a heraldiky. (spolu s J. Žudelem) (Bratislava 1956)
- Urbáre feudálnych panstiev I.-II. (zpracoval urbáře panství Komárno, Halič, Sečany, Somoskő, Trebišov a Makovica) (Bratislava 1959)
- Nálezy stredovekých a novovekých mincí na Slovensku. (spolu s J. Hlinkou a Ľ. Karskovskou) (Bratislava 1968)
- Slovenské mestské a obecné erby (Bratislava 1967; Martin 1972)
- Erby našich miest (Bratislava 1970)
- Cechové znaky (Bratislava 1975)
- Nálezy mincí na Slovensku III. (spolu s J. Hlinkou, E. Kolníkovou a Ľ. Karskovskou) (Bratislava 1978)
- Rodové erby na Slovensku I. (Martin 1980)
- Rodové erby na Slovensku II. (Martin 1986)
- Erby miest vyhlásených za pamiatkové rezervácie (Bratislava 1986)
- Štátne znaky v Čechách a na Slovensku dnes aj v minulosti (Bratislava 1990)
- Erby a pečate Bratislavy (Bratislava 1990)
- Erby a vlajky miest na Slovensku (spolu s P. Kartousem a L. Vrteľem) (Bratislava 1991)
- Paleografická čítanka (Martin, 2001)
- Lexikón erbov šľachty na Slovensku (Liptovská stolica) (spolu s P. Vítkem), (Bratislava 2004)